# Burastan
Burastan är en ort i Armenien. Den ligger i provinsen Ararat, i den centrala delen av landet, 21 kilometer söder om huvudstaden Jerevan. Burastan ligger 839 meter över havet och antalet invånare är 1 998.
Terrängen runt Burastan är huvudsakligen platt, men norrut är den kuperad. Runt Burastan är det ganska tätbefolkat, med 155 invånare per kvadratkilometer.. Närmaste större samhälle är Artasjat, 5,3 kilometer sydost om Burastan.
Runt Burastan är det i huvudsak tätbebyggt.